# Slade School of Fine Art
Pour les articles homonymes, voir Slade (homonymie).
La Slade School of Fine Art est une école d'art britannique, rattachée à l'University College de Londres. Elle est nommée en l'honneur de Felix Slade (1788-1868), philanthrope, mécène et collectionneur anglais qui créa la chaire Slade pour l'enseignement des beaux-arts.

## Historique
Les origines de l'école remontent à 1868, lorsque l'avocat et philanthrope Felix Slade (1788-1868) lègue des fonds à trois universités dont celle de  Londres pour créer des chaires de beaux-arts,et des bourses d'études. L'enseignement des beaux-arts commence en 1871. Dès le départ, les étudiantes sont placées sur un pied d'égalité avec les hommes, et l'école accueille des étudiants du monde entier. Dans la période qui a suivi la Seconde Guerre mondiale, le directeur, William Coldstream, a fait venir Lucian Freud pour enseigner, et les élèves comprenaient Paula Rego, Michael Andrews et la cinéaste Lorenza Mazzetti. William Coldstream est aussi à l'origine de la création du Slade Film Department, le premier dans une université britannique, en 1961, avec Thorold Dickinson comme professeur principal. 
Parmi les anciens professeurs figurent Henry Tonks, Wilson Steer, Randolph Schwabe, William Coldstream, Andrew Forge, Lucian Freud, John Hilliard, Bruce McLean, Alfred Gerrard et Phyllida Barlow. L'école est dirigée depuis 2013 par Susan Collins,.

## Enseignement
La Slade School of Fine Art s'intéresse principalement aux pratiques contemporaines de l'art. L'enseignement se polarise autour de la pratique, les étudiants étant invités à contribuer par leurs recherches et leurs expérimentations à la réflexion artistique actuelle. Lors de l'évaluation RAE 2008 (Research Assessment Exercise, évaluation transdisciplinaire de départements de recherches anglo-saxons), 70 % de la production de l'école a été reconnue comme « World Leading » (première catégorie) ou comme « Internationally Excellent » (deuxième catégorie).

## Prix d’art contemporain
Le prix Ariane de Rothschild, prix d’art contemporain attribué chaque année à un artiste peintre, finance un semestre d'études à la Slade School of Fine Art. Mekhitar Garabedian, Susana Mendes Silva, Manuel Caeiro notamment, en ont été les lauréats.

## Personnel enseignant
- Cathy de Monchaux

## Élèves
- Zabelle C. Boyajian
- Cecily Brown
- Archie Dickens
- Stephen Gilbert
- Cyril Goldie
- Edwin Stephen Goodrich
- Richard Hamilton
- Jann Haworth
- Harriet Kirkwood
- Ben Nicholson
- Maurizio Anzeri
- William Kenneth Armitage
- Lynne Cohen
- Isaac Rosenberg
- Euan Uglow
- Stanley Spencer
- Géo De Vlamynck
- Menhat Helmy
- Amy Nimr